# Міссісіпі (штат)
Міссісіпі (англ. Mississippi, МФА: [ˌmɪsɨˈsɪpi]), штат на південному сході США, над Мексиканською затокою. Площа 123,5 тис. км². Населення: 2 938 600 (2008) мешканців, серед них найбільша в країні (36 %) кількість чорношкірого населення. Адміністративний центр і найбільше місто Джексон, міста: Галфпорт, Білоксі, Мерідіан, Гаттісбург.

## Географія
Більшу частину території штату займає Примексиканська низовина. Річки — Міссісіпі, Перл, Біг-Блек. 55 % території — ліси.

## Господарство
Штат Міссісіпі — це, в основному, мало урбанізована територія, де вирощують бавовну, сою, кукурудзу. Розвитку набули тваринництво, лісництво і рибальство. В промисловості переважають видобуток нафти й газу, деревообробна, хімічна промисловість. Відповідно виробляється: бавовна, рис, соєві боби, курчата, риба і молюски, вироби з дерева, нафта і природний газ, транспортне устаткування, хімікати.

## Історія
Вперше був досліджений іспанцем Ернандо де Сото у 1540 році. Французи створили поселення в 1699 р., англійці — в 1763 р.. Переданий США 1798 р.; став штатом у 1817 р. Після переходу до Конфедеративних Штатів Америки під час Громадянської війни знову возз'єднався зі США в 1870 р.
З цього штату походять такі відомі люди як Джефферсон Девіс, Вільям Фолкнер, Елвіс Преслі; Теннессі Вільямс, Річард Райт.
Законодавці штату офіційно ратифікували 13-у поправку до Конституції США, яка забороняє рабство лише 7 лютого 2013 року.

## Побратимство
10 травня 2022 року штат Міссісіпі визнав Хмельницьку область регіоном-побратимом.

## Мовний склад населення
Мовний склад населення станом на 2010 рік:
| Мови            | Частка людей старше 5 років, % |
| --------------- | ------------------------------ |
| Англійська      | 96,18                          |
| Іспанська       | 2,29                           |
| В'єтнамська     | 0,21                           |
| Французька      | 0,19                           |
| Індіанські мови | 0,18                           |
| Німецька        | 0,11                           |
| Китайська       | 0,11                           |
| Арабська        | 0,09                           |
| Тагальська      | 0,08                           |
| Корейська       | 0,06                           |
| інші            | 0,50                           |